# Italiens bidrag i Eurovision Song Contest

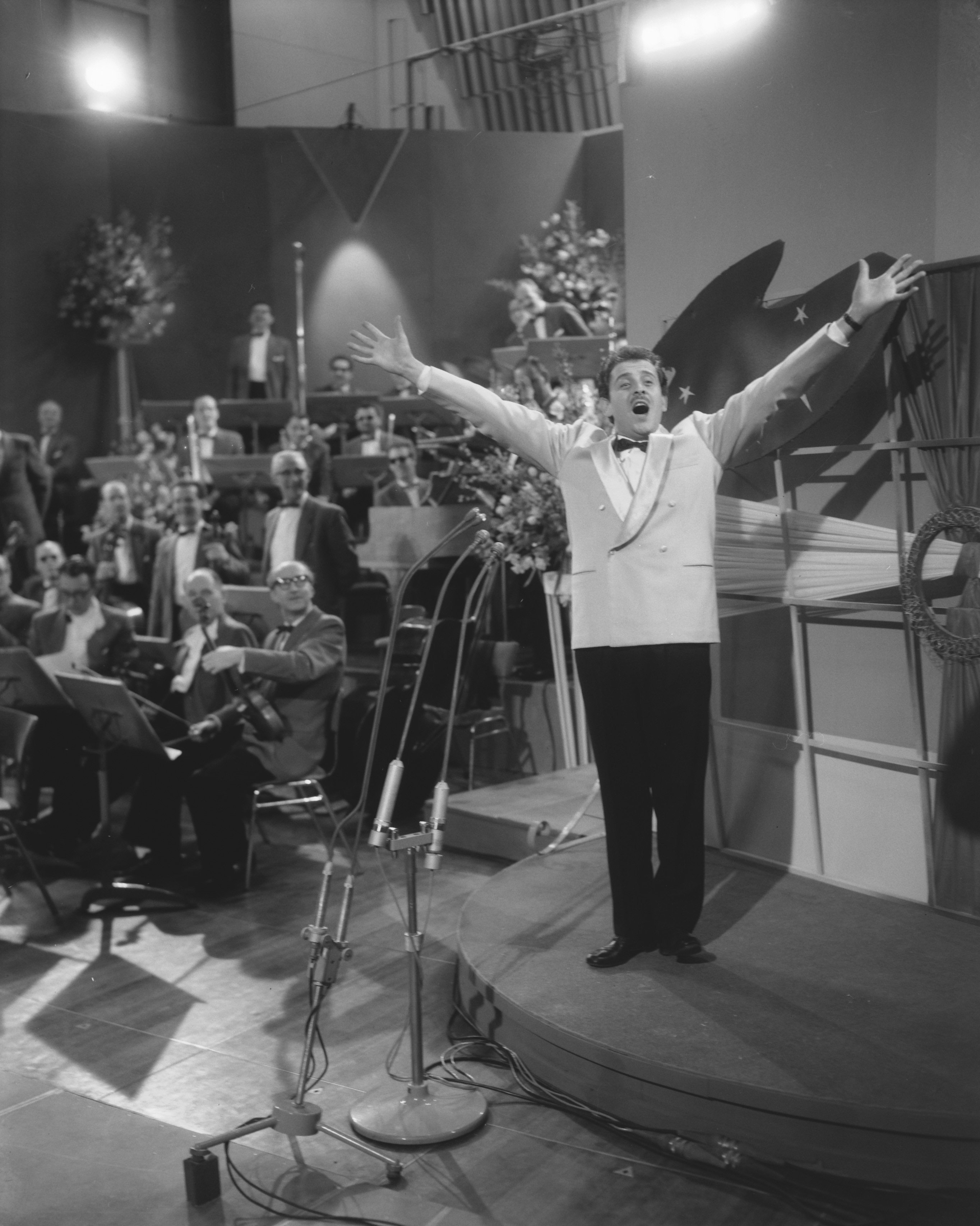
Domenico Modugno i Hilversum 1958.

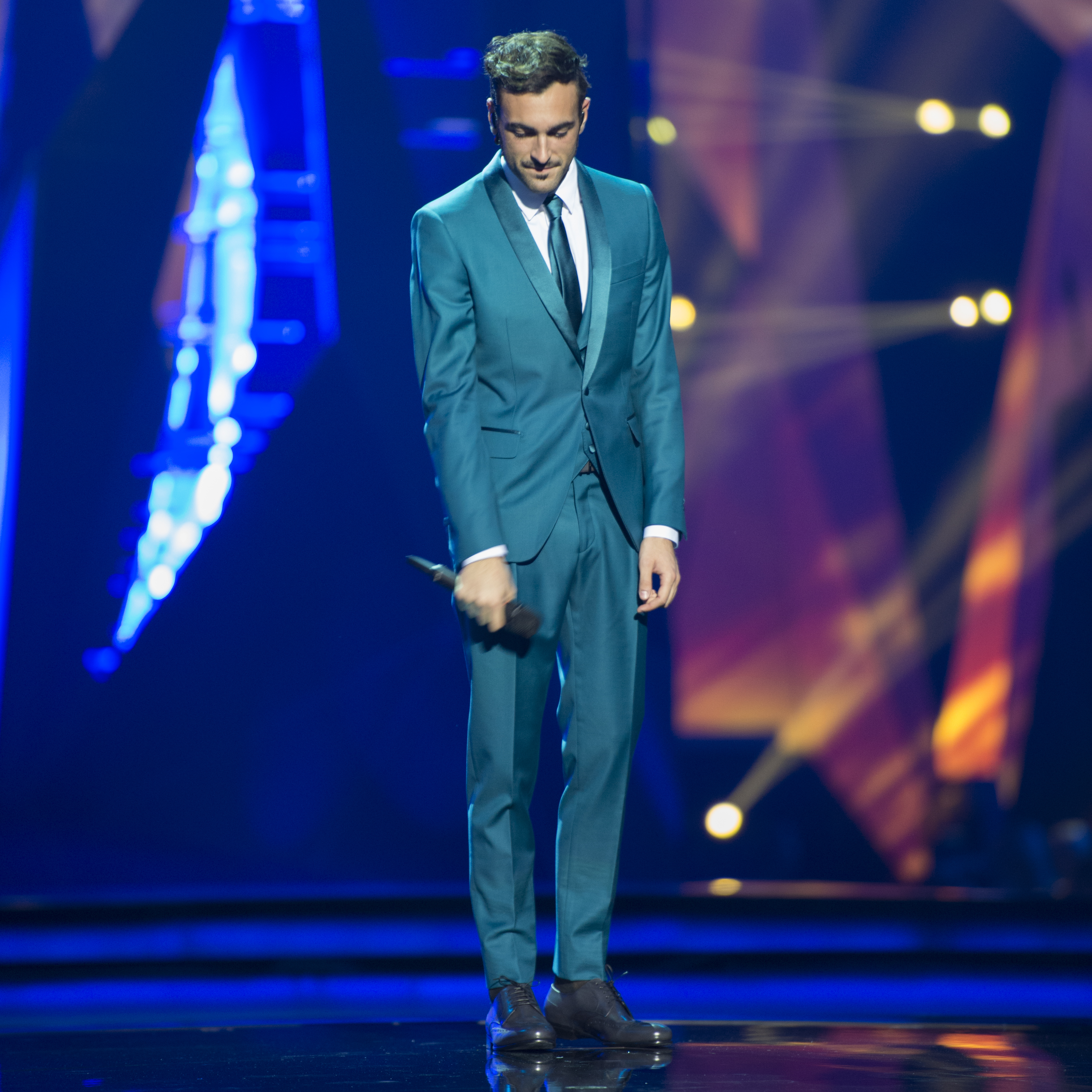
Marco Mengoni i Malmö 2013.

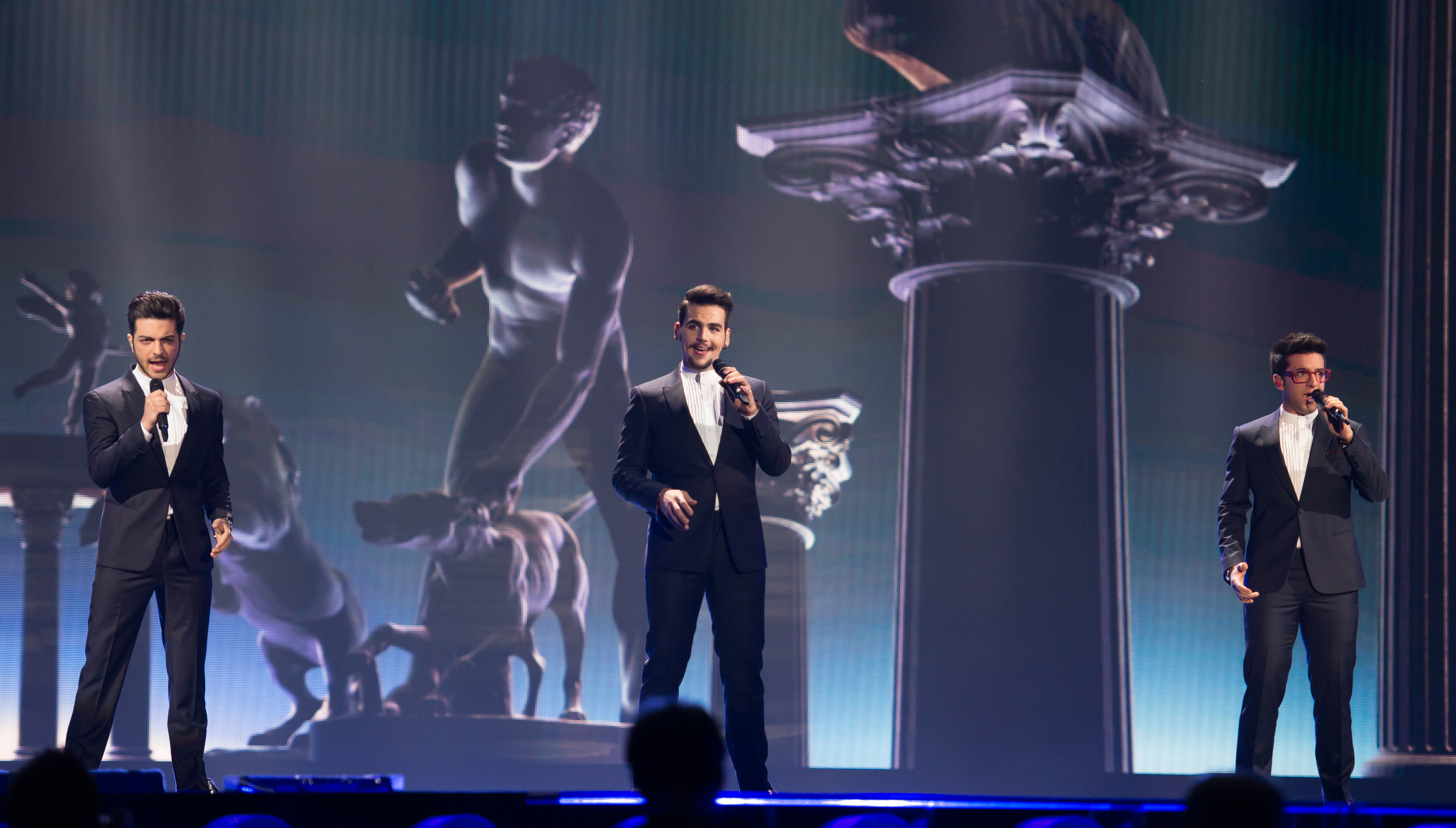
Il Volo i Wien 2015.

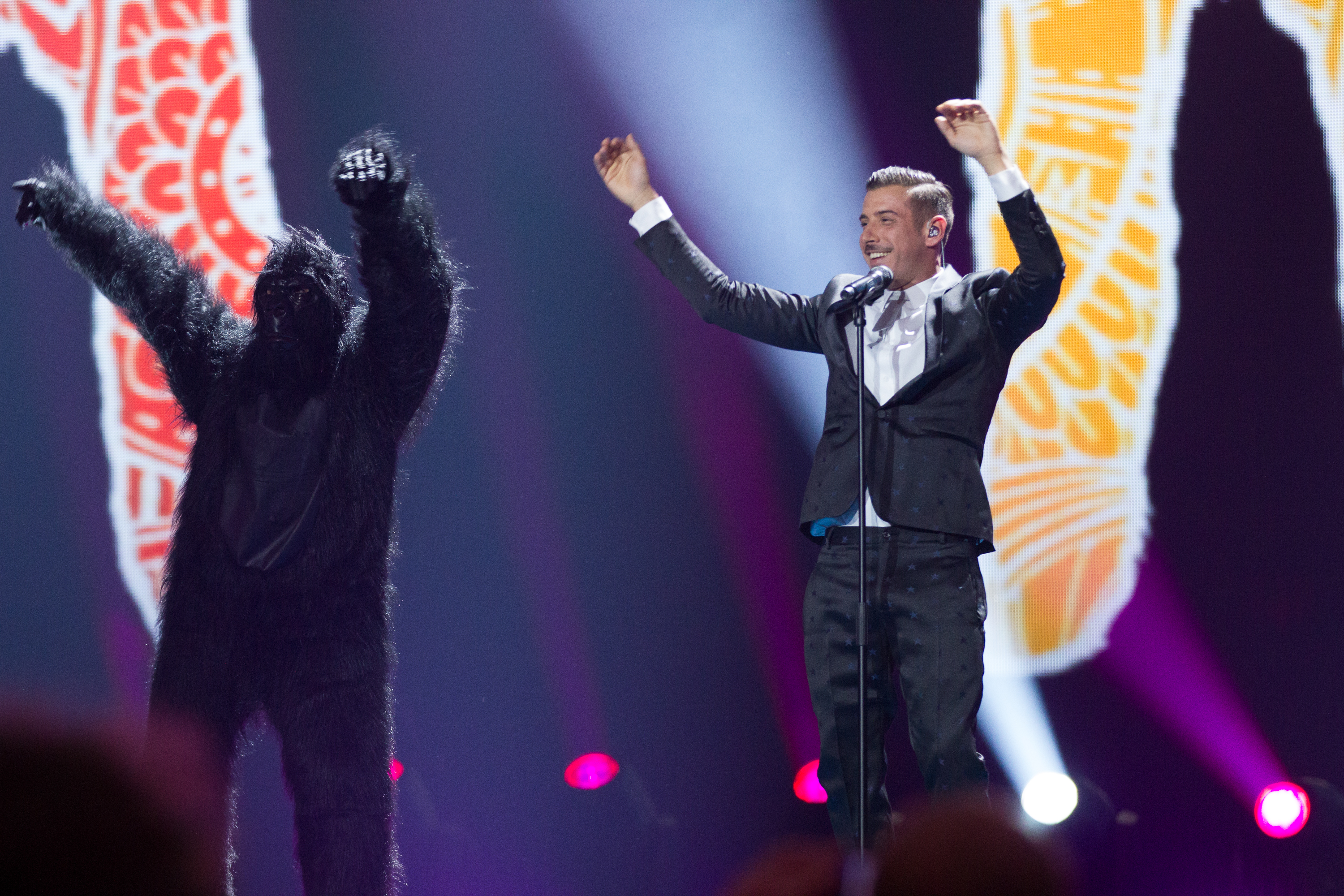
Francesco Gabbani i Kiev 2017.

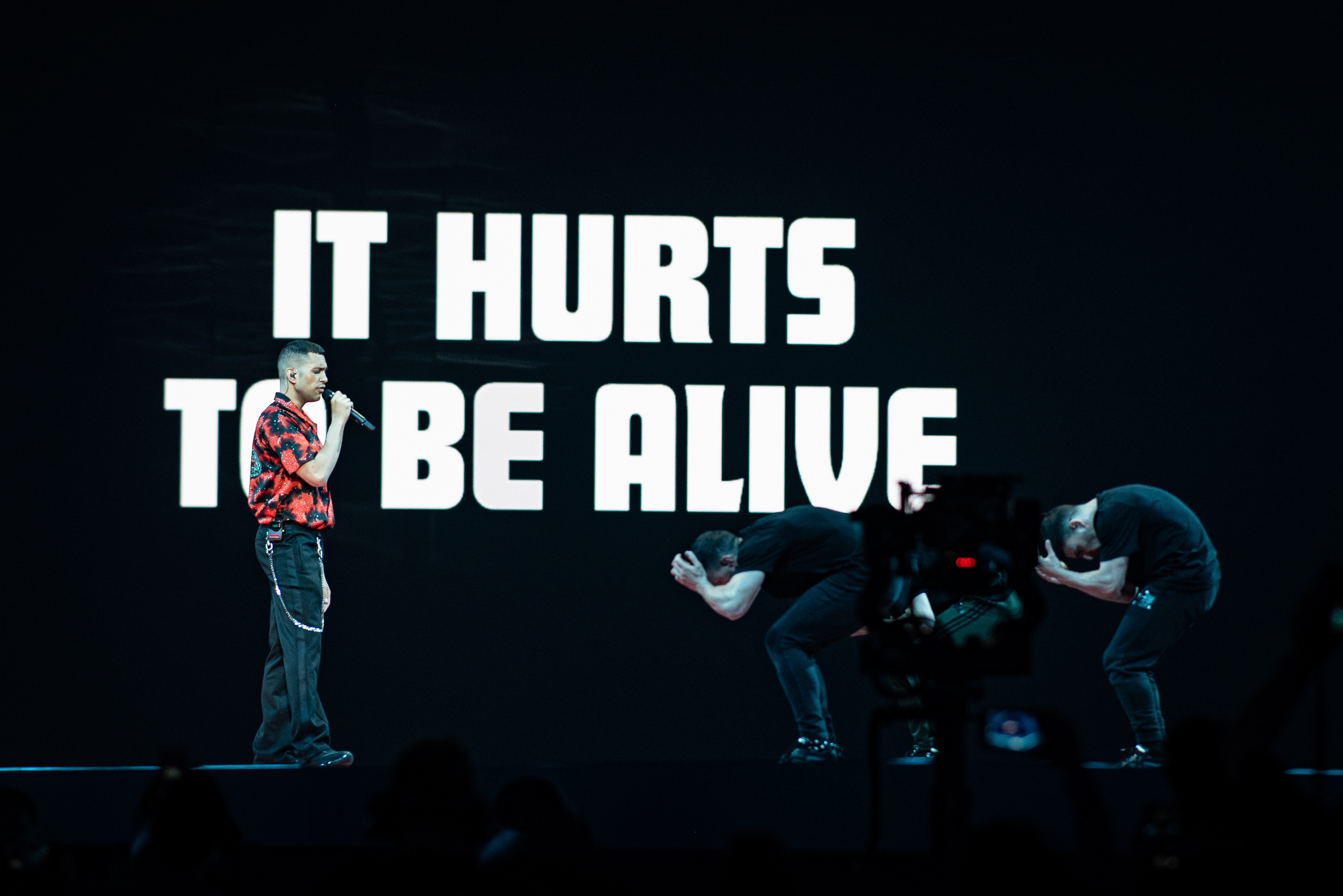
Mahmood i Tel Aviv 2019.

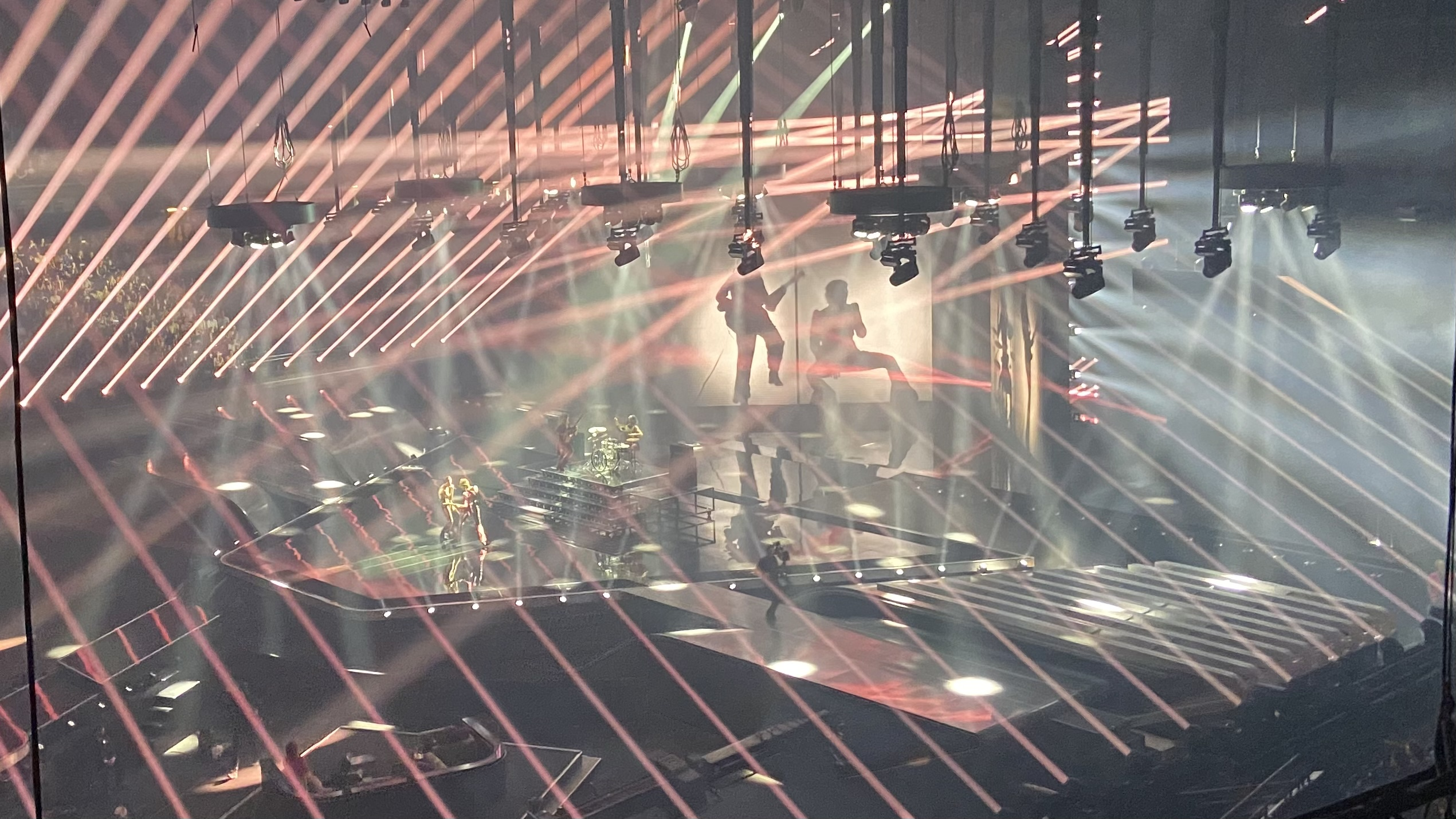
Måneskin i Rotterdam 2021.

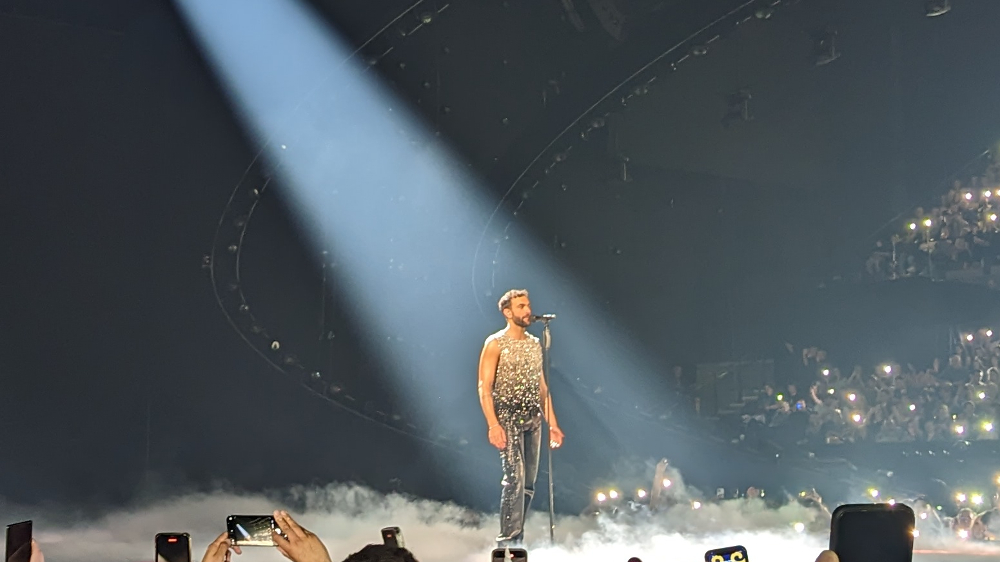
Marco Mengoni i Liverpool 2023.

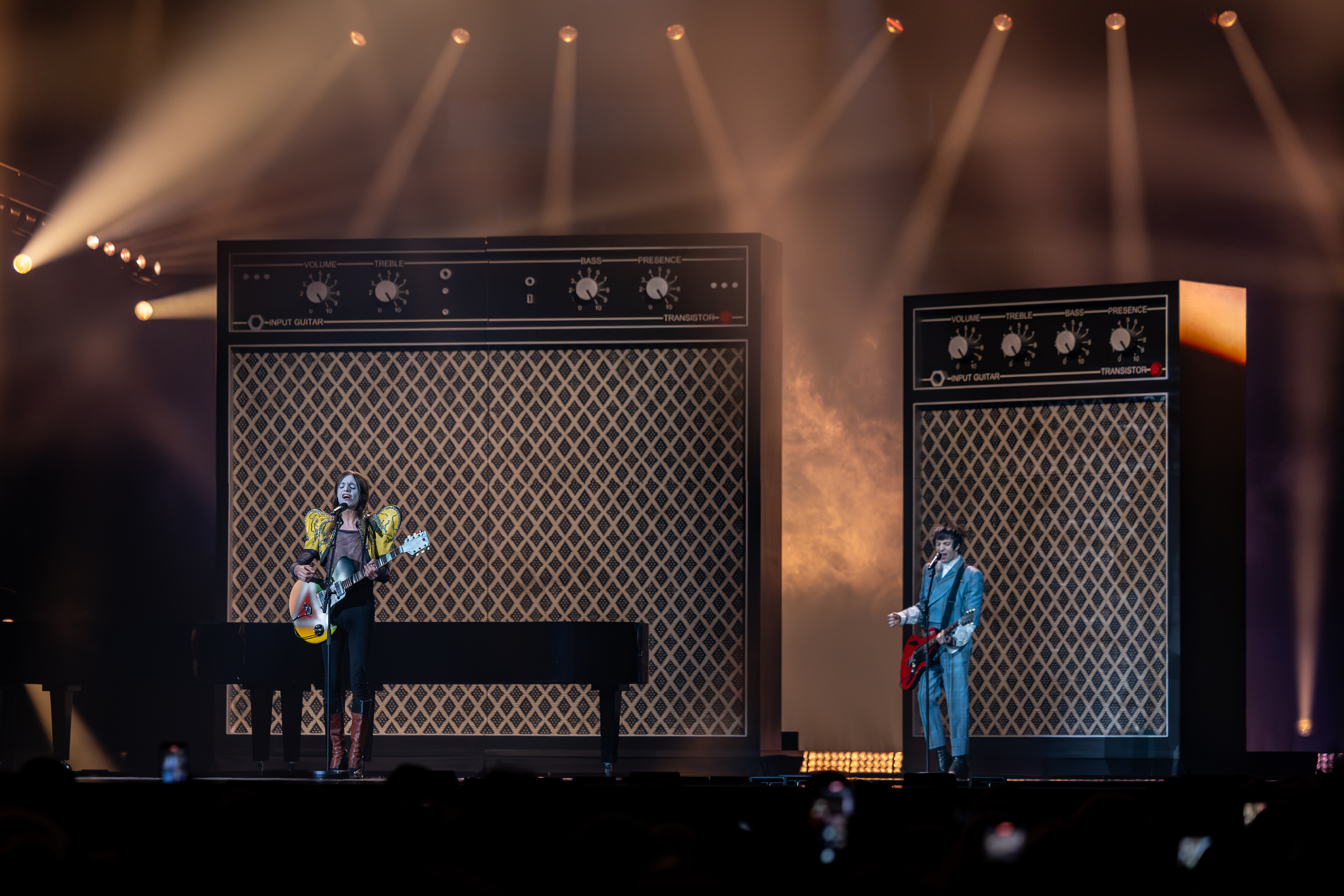
Lucio Corsi i Basel 2025.

Italien debuterade i Eurovision Song Contest 1956 och har till och med 2025 deltagit 50 gånger. Det italienska tv-bolaget Radiotelevisione Italiana (RAI) har varit ansvarig för Italiens medverkan varje år sedan 1956. Alla gånger man har varit med har landets artist och bidrag tagits ut genom den nationella musiktävlingen Sanremofestivalen.
Italien har hittills stått som segrare i tävlingen vid tre tillfällen; 1964, 1990 och 2021. Italien har stått på pallplats vid ytterligare åtta gånger; tre andraplatser (1974, 2011 & 2019) och fem tredjeplatser (1958, 1963, 1975, 1987 & 2015). 
Italien är numera med i konstellationen The Big Five och är därmed direktkvalificerade till finalen nästkommande år. Italien behöver således aldrig kvalificera sig från semifinalen.

## Italien i Eurovision Song Contest

### Historia
Italien är ett av de länder som deltog i den första Eurovision Song Contest i Lugano 1956. Landets första pallplats kom 1958 med artisten Domenico Modugno som framförde låten "Nel blu dipinto di blu". Bidraget slutade trea, men låten blev en världshit. Bland annat blev den etta på Billboardlistan i USA, den hittills enda skiva med sång helt på italienska som lyckats med det. Låten blev mycket populär i USA. Den fick en Grammy som 1959 års bästa populärmelodi. Domenico Modugno representerade landet vid ytterligare två tillfällen, 1959 och 1966. 1959 kom han sexa med låten "Piove", men 1966 blev en katastrof då hans bidrag "Dio come ti amo" slutade sist och poänglöst. Det är första och hittills enda gången Italien slutat sist i en final och poänglöst. Efter bronsplatsen 1963 kom Italiens första seger i Köpenhamn 1964 med bidraget "Non ho l'età" framförd av Gigliola Cinquetti. Gigliola Cinquetti återkom till tävlingen 1974, tio år efter vinsten, med låten "Sì". Hon slutade då på en andraplats, sex poäng efter vinnarna Abba och bidraget "Waterloo". Italien avstod att delta i tävlingen 1981–1982 och 1986, detta på grund av för lågt intresse för tävlingen. Mellan 1987 och 1993 slutade Italien inom topp tio på fem av sju försök, där inkluderas en tredjeplats 1987, med schlagerklassikern "Gente di mare" framförd av Umberto Tozzi & Raf, och Toto Cutugnos seger i Zagreb 1990 med låten "Insieme: 1992". Italien gjorde ett nytt avbrott i tävlingen 1994–1996, men återkomsten 1997 resulterade i en fjärdeplats. Sen drog man sig ur igen, och denna gången blev det ett längre avbrott mellan 1998–2010. Anledningen var återigen för lågt intresse i tävlingen vilket ledde till att man endast valde att använda sig av Sanremofestivalen. EBU gjorde flera försök att få med landet i tävlingen igen, men fick varje gång ett nej. Under 2008 uttryckte sig två italienska musiker, Vince Tempera och Toto Cutugno, sin sorg över Italiens frånvaro från tävlingen och krävde ett deltagande, vilket dock inte skedde det året. Under hösten 2010 meddelade RAI att man kanske skulle skicka sin X-Factor-vinnare till Eurovision Song Contest, istället för till San Remofestivalen. RAI bekräftade den 2 december 2010 att man anmält sig till Eurovision igen. Den 31 december samma år meddelade EBU att Italien blivit en del av "The Big Four" som då blev "The Big Five".
Sedan återkomsten 2011 har Italien blivit ett av tävlingens mest framgångsrikaste länder sett till resultatmässigt av de aktiva länderna i tävlingen. Resultatet i finalen 2011 kom som en chock då Italien slutade tvåa i finalen där man såg sig i sista omgången gå om Sverige på andraplats efter en tolvpoängare från Lettland. Om enbart juryrösterna hade använts hade Italien vunnit det året. Nästa pallplats kom 2015 då tenorerna i gruppen Il Volo slutade trea i Wien. Hade då endast telefonrösterna använts hade Italien vunnit överlägset, men jurygrupperna placerade bidraget sexa i finalen vilket ledde till att slutresultatet blev tredjeplats. Sedan 2017 har Italien varit inom topp tio alla år. 2021 kom Italiens tredje seger med rockgruppen Måneskin med låten "Zitti e buoni".

### Nationell uttagningsform
Standardsystemet för att välja ut Italiens bidrag är musiktävlingen Sanremofestivalen. Festivalen grundades i staden Sanremo, Ligurien i Italien 1951 och har sedan dess sänts varje år. Festivalen räknas som föregångare och inspiration till Eurovision Song Contest. Vinnaren av Sanremofestivalen får själv välja om den vill representera landet i Eurovision; om artisten tackar nej så får andraplacerade bidraget erbjudandet att representera Italien i Eurovision, osv.
Mellan 1967 och 1969 valdes endast artisten ut genom Sanremofestivalen, och 1970–1975 valdes artisten i stället ut genom tävlingen Canzonissima, med undantag för 1972. De år Italien deltog mellan 1976 och 1993 valdes artisten ut internt av RAI; 1983 och 1985 valdes tidigare årets vinnare av Sanremofestivalen, och 1990 och 1992 valdes det årets tvåa. Sedan Italiens återkomst i Eurovision har bidraget återigen valts genom Sanremofestivalen, med undantag för 2014 då RAI valde ut artist. Fram till 2013 valdes bidraget ut av en kommission och behövde alltså inte vara vinnaren, men sedan 2015 blir vinnaren automatiskt förstahandsalternativet.

## Resultattabell
| 1 | Vinnare                            |
| 2 | Andra plats                        |
| 3 | Tredje plats                       |
| ◁ | Sista plats                        |
| X | Ett bidrag valdes men tävlade inte |

| År                               | Artist                     | Bidrag                     | Språk                | Final              | Poäng              | Semi                  | Poäng                 |
| -------------------------------- | -------------------------- | -------------------------- | -------------------- | ------------------ | ------------------ | --------------------- | --------------------- |
| 1956                             | Franca Raimondi            | Aprite le finestre         | Italienska           | 2                  | i.u.               | Inga semifinaler      | Inga semifinaler      |
| 1956                             | Tonina Torrielli           | Amami se vuoi              | Italienska           | 2                  | i.u.               | Inga semifinaler      | Inga semifinaler      |
| 1957                             | Nunzio Gallo               | Corde della mia chitarra   | Italienska           | 6                  | 7                  | Inga semifinaler      | Inga semifinaler      |
| 1958                             | Domenico Modugno           | Nel blu dipinto di blu     | Italienska           | 3                  | 13                 | Inga semifinaler      | Inga semifinaler      |
| 1959                             | Domenico Modugno           | Piove                      | Italienska           | 6                  | 9                  | Inga semifinaler      | Inga semifinaler      |
| 1960                             | Renato Rascel              | Romantica                  | Italienska           | 8                  | 5                  | Inga semifinaler      | Inga semifinaler      |
| 1961                             | Betty Curtis               | Al di là                   | Italienska           | 5                  | 12                 | Inga semifinaler      | Inga semifinaler      |
| 1962                             | Claudio Villa              | Addio, addio               | Italienska           | 9                  | 3                  | Inga semifinaler      | Inga semifinaler      |
| 1963                             | Emilio Pericoli            | Uno per tutte              | Italienska           | 3                  | 37                 | Inga semifinaler      | Inga semifinaler      |
| 1964                             | Gigliola Cinquetti         | Non ho l'età               | Italienska           | 1                  | 49                 | Inga semifinaler      | Inga semifinaler      |
| 1965                             | Bobby Solo                 | Se piangi, se ridi         | Italienska           | 5                  | 15                 | Inga semifinaler      | Inga semifinaler      |
| 1966                             | Domenico Modugno           | Dio come ti amo            | Italienska           | 17                 | 0                  | Inga semifinaler      | Inga semifinaler      |
| 1967                             | Claudio Villa              | Non andare più lontano     | Italienska           | 11                 | 4                  | Inga semifinaler      | Inga semifinaler      |
| 1968                             | Sergio Endrigo             | Marianne                   | Italienska           | 10                 | 7                  | Inga semifinaler      | Inga semifinaler      |
| 1969                             | Iva Zanicchi               | Due grosse lacrime bianche | Italienska           | 13                 | 5                  | Inga semifinaler      | Inga semifinaler      |
| 1970                             | Gianni Morandi             | Occhi di ragazza           | Italienska           | 8                  | 5                  | Inga semifinaler      | Inga semifinaler      |
| 1971                             | Massimo Ranieri            | L'amore è un attimo        | Italienska           | 5                  | 91                 | Inga semifinaler      | Inga semifinaler      |
| 1972                             | Nicola di Bari             | I giorni dell'acrobaleno   | Italienska           | 6                  | 92                 | Inga semifinaler      | Inga semifinaler      |
| 1973                             | Massimo Ranieri            | Chi sarà con te            | Italienska           | 13                 | 74                 | Inga semifinaler      | Inga semifinaler      |
| 1974                             | Gigliola Cinquetti         | Sì                         | Italienska           | 2                  | 18                 | Inga semifinaler      | Inga semifinaler      |
| 1975                             | Wess & Dori Ghezzi         | Era                        | Italienska           | 3                  | 115                | Inga semifinaler      | Inga semifinaler      |
| 1976                             | Al Bano & Romina Power     | We'll live it all again    | Italienska, engelska | 7                  | 69                 | Inga semifinaler      | Inga semifinaler      |
| 1977                             | Mia Martini                | Libera                     | Italienska           | 13                 | 33                 | Inga semifinaler      | Inga semifinaler      |
| 1978                             | Ricchi e poveri            | Questo amore               | Italienska           | 12                 | 53                 | Inga semifinaler      | Inga semifinaler      |
| 1979                             | Matia Bazar                | Raggio di luna             | Italienska           | 15                 | 27                 | Inga semifinaler      | Inga semifinaler      |
| 1980                             | Alan Sorrenti              | Non so che darei           | Italienska           | 6                  | 87                 | Inga semifinaler      | Inga semifinaler      |
| Deltog inte mellan 1981 och 1982 |                            |                            |                      |                    |                    |                       |                       |
| 1983                             | Riccardo Fogli             | Per Lucia                  | Italienska           | 11                 | 41                 | Inga semifinaler      | Inga semifinaler      |
| 1984                             | Alice & Franco Battiato    | I treni di Tozeur          | Italienska           | 5                  | 70                 | Inga semifinaler      | Inga semifinaler      |
| 1985                             | Al Bano & Romina Power     | Magic, oh Magic            | Italienska, engelska | 7                  | 78                 | Inga semifinaler      | Inga semifinaler      |
| Deltog inte 1986                 |                            |                            |                      |                    |                    |                       |                       |
| 1987                             | Umberto Tozzi & Raf        | Gente di mare              | Italienska           | 3                  | 103                | Inga semifinaler      | Inga semifinaler      |
| 1988                             | Luca Barbarossa            | Ti scrivo                  | Italienska           | 12                 | 52                 | Inga semifinaler      | Inga semifinaler      |
| 1989                             | Anna Oxa & Fausto Leali    | Avrei voluto               | Italienska           | 9                  | 56                 | Inga semifinaler      | Inga semifinaler      |
| 1990                             | Toto Cutugno               | Insieme: 1992              | Italienska           | 1                  | 149                | Inga semifinaler      | Inga semifinaler      |
| 1991                             | Peppino Di Capri           | Comme è ddoce 'o mare      | Neapolitanska        | 7                  | 89                 | Inga semifinaler      | Inga semifinaler      |
| 1992                             | Mia Martini                | Rapsodia                   | Italienska           | 4                  | 111                | Inga semifinaler      | Inga semifinaler      |
| 1993                             | Enrico Ruggeri             | Sole d'Europa              | Italienska           | 12                 | 45                 | Inga semifinaler      | Inga semifinaler      |
| Deltog inte mellan 1994 och 1996 |                            |                            |                      |                    |                    |                       |                       |
| 1997                             | Jalisse                    | Fiumi di parole            | Italienska           | 4                  | 114                | Inga semifinaler      | Inga semifinaler      |
| Deltog inte mellan 1998 och 2010 |                            |                            |                      |                    |                    |                       |                       |
| 2011                             | Raphael Gualazzi           | Madness of Love            | Italienska, engelska | 2                  | 189                | Del av "The big five" | Del av "The big five" |
| 2012                             | Nina Zilli                 | L'amore è femmina          | Engelska, italienska | 9                  | 101                | Del av "The big five" | Del av "The big five" |
| 2013                             | Marco Mengoni              | L'essenziale               | Italienska           | 7                  | 126                | Del av "The big five" | Del av "The big five" |
| 2014                             | Emma                       | La mia città               | Italienska           | 21                 | 33                 | Del av "The big five" | Del av "The big five" |
| 2015                             | Il Volo                    | Grande Amore               | Italienska           | 3                  | 292                | Del av "The big five" | Del av "The big five" |
| 2016                             | Francesca Michielin        | No Degree of Separation    | Italienska, engelska | 16                 | 124                | Del av "The big five" | Del av "The big five" |
| 2017                             | Francesco Gabbani          | Occidentali's Karma        | Italienska1          | 6                  | 334                | Del av "The big five" | Del av "The big five" |
| 2018                             | Ermal Meta & Fabrizio Moro | Non mi avete fatto niente  | Italienska           | 5                  | 308                | Del av "The big five" | Del av "The big five" |
| 2019                             | Mahmood                    | Soldi                      | Italienska, arabiska | 2                  | 472                | Del av "The big five" | Del av "The big five" |
| 2020                             | Diodato                    | Fai rumore                 | Italienska           | Tävlingen inställd | Tävlingen inställd | Del av "The big five" | Del av "The big five" |
| 2021                             | Måneskin                   | Zitti e buoni              | Italienska           | 1                  | 524                | Del av "The big five" | Del av "The big five" |
| 2022                             | Mahmood & Blanco           | Brividi                    | Italienska           | 6                  | 268                | Del av "The big five" | Del av "The big five" |
| 2023                             | Marco Mengoni              | Due vite                   | Italienska           | 4                  | 350                | Del av "The big five" | Del av "The big five" |
| 2024                             | Angelina Mango             | La noia                    | Italienska           | 7                  | 268                | Del av "The big five" | Del av "The big five" |
| 2025                             | Lucio Corsi                | Volevo essere un duro      | Italienska           | 5                  | 256                | Del av "The big five" | Del av "The big five" |

1 Låten innehåller även fraser från klassisk grekiska, engelska, pali och sanskrit.

## Röstningshistorik (1957–2017)
Källa: Eurovision Song Contest Database

### Italien hargivitmest poäng till...
| Endast finaler | Endast finaler | Endast finaler |
| Nr             | Land           | Poäng          |
| -------------- | -------------- | -------------- |
| 1              | Frankrike      | 142            |
| 2              | Storbritannien | 124            |
| 3              | Spanien        | 120            |
| 4              | Irland         | 113            |
| 5              | Schweiz        | 99             |

| Finaler och semifinaler | Finaler och semifinaler | Finaler och semifinaler |
| Nr                      | Land                    | Poäng                   |
| ----------------------- | ----------------------- | ----------------------- |
| 1                       | Frankrike               | 142                     |
| 2                       | Storbritannien          | 124                     |
| 3                       | Spanien                 | 120                     |
| 4                       | Irland                  | 115                     |
| 5                       | Schweiz                 | 110                     |

### Italien harmottagitflest poäng från...
| Endast finaler | Endast finaler | Endast finaler |
| Nr             | Land           | Poäng          |
| -------------- | -------------- | -------------- |
| 1              | Spanien        | 206            |
| 2              | Portugal       | 191            |
| 3              | Schweiz        | 170            |
| 4              | Finland        | 157            |
| 5              | Frankrike      | 156            |